# جلال توفيق
جلال توفيق (19 أبريل 1925 - 13 أغسطس 2014) هو مخرج مسرحي مصري، قدم خلال حياته الفنية العديد من الأعمال المسرحية المميزة منها: ميت حلاوة، وقنبلة الموسم، كما قام أيضا بإخراج مسرحية «حورية من المريخ» الذي اكتشف من خلالها الفنانة إلهام شاهين والتي كانت أولى تجاربها التمثيلية، كما شارك بالتمثيل في فيلم طيور الظلام مع المخرج شريف عرفة، وكانت آخر أعماله هي مسرحية «النجاة» التي قدمها مع نجليه ياسر جلال ورامز جلال. توفي في أغسطس 2014.

## المسرحيات
- ميت حلاوة
- قنبلة الموسم
- حورية إلى المريخ

## وصلات خارجية
- جلال توفيق على موقع الدهليز
- جلال توفيق على موقع قاعدة بيانات الأفلام العربية